# Fran Kirby
Fran Kirby (Reading, 29 juni 1993) is een voetbalspeelster uit Engeland. Ze speelt als middenvelder voor Brighton & Hove Albion WFC in de Super League.

## Clubcarrière
Kirby voegde zich op zevenjarige leeftijd bij Reading FC en doorliep de volledige jeugdopleiding van de club. Ze maakte haar debuut voor de hoofdmacht op zestienjarige leeftijd. Het volgende jaar stopte ze tijdelijk met voetballen na een depressie opgelopen door het overlijden van haar moeder. Kirby keerde terug bij Reading in 2012 en werd topscoorder van de club in de FA Women's Premier League Southern Division met 32 doelpunten in 21 competitiewedstrijden.
Met Reading promoveerde ze in 2014 naar de nieuw opgerichte Super League, waar Kirby haar ploeg aan een derde plek hielp met 24 doelpunten in 16 competitiewedstrijden. Ze eindigde het seizoen zelfs als topscoorder van de gehele Super League vier doelpunten te maken tegen de London Bees, evenals een hattrick te maken tegen Durham, Watford en Doncaster Rovers Belles LFC. Kirby werd door een contract te tekenen de eerste vrouwelijke speelster die contractueel werd vastgelegd bij Reading FC. Tijdens de FA Women's Awards werd Kirby uitgeroepen tot 'speelster van het jaar'.
Kirby behield haar vorm door elf doelpunten in vijf optredens voor Reading te maken tijdens het seizoen 2015, waaronder alle vier de doelpunten in een 4-2 uitoverwinning op Yeovil Town en vijf doelpunten in een 7–0 overwinning op London Bees. Na haar deelname aan het WK 2015 maakte Kirby voor een onbekend bedrag de overstap naar Chelsea FC in juli 2015. Er werd gesteld dat met een bedrag van tussen de £ 40.000 and £ 60.000 met de overgang van Kirby een Brits record werd verbroken, echter ontkrachtte Chelsea dat dit niet het geval was en Kirby was niet op de hoogte van haar transfersom.
In finale van de Women's FA Cup op Wembley Stadium, was Kirby aandachtig toeschouwer toen Chelsea met 1-0 won van Notts County Ladies FC en de FA Cup aan haar prijzenkast mocht toevoegen. Voor Chelsea was het haar eerste prijs in de clubgeschiedenis. In oktober 2015 kwam Kirby tweemaal tot scoren in Chelsea's 4-0 overwinning op Sunderland waarmee het haar eerste landstitel wist veilig te stellen, waarmee Chelsea de dubbel wist te winnen. Dezelfde maand maakte Kirby Chelsea's eerste doelpunt in de Champions League in een 1-0 overwinning op Glasgow City LFC.

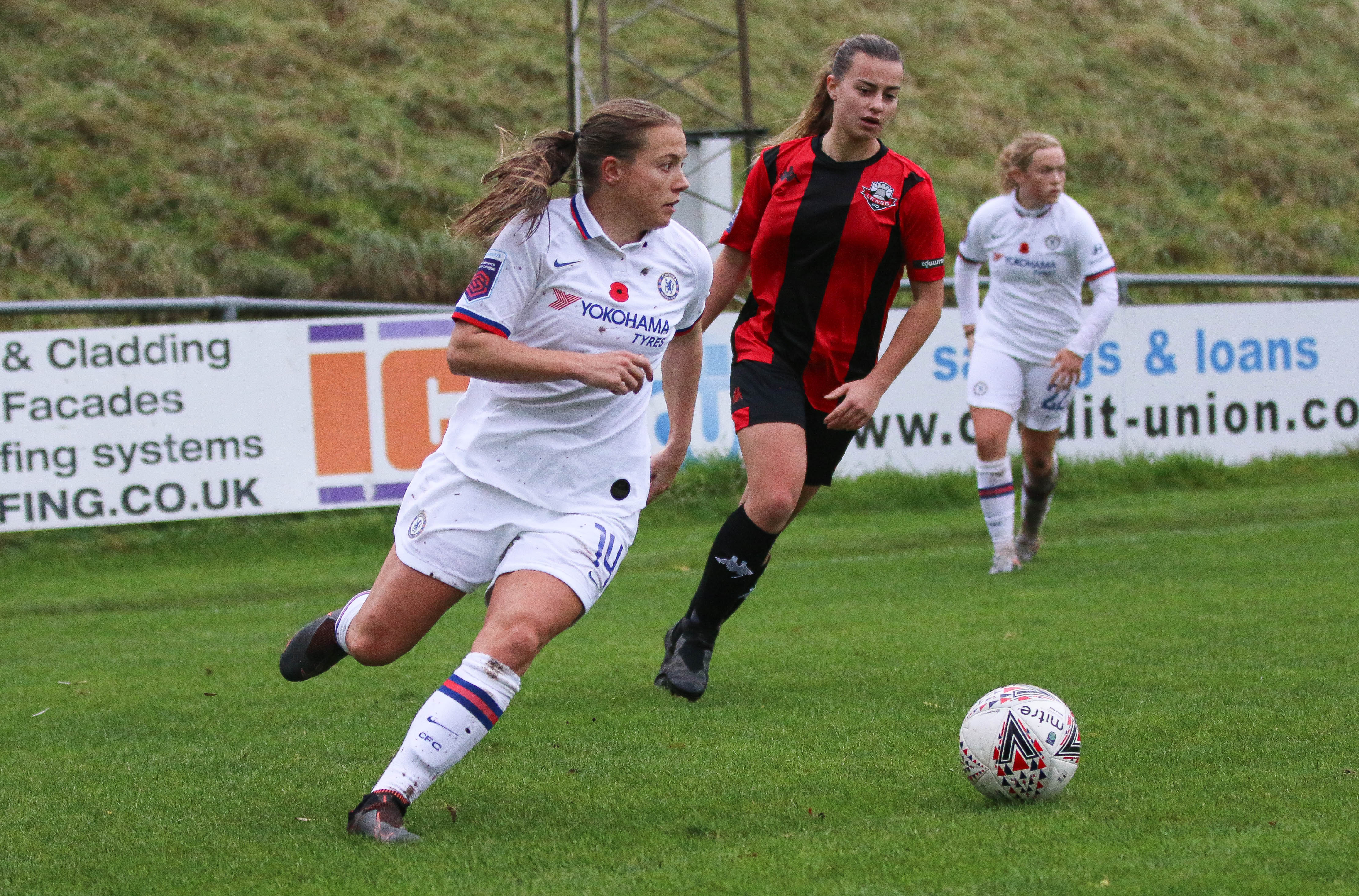
Kirby tijdens een League Cup wedstrijd in november 2019

Kirby wist in het seizoen 2016 met een doelpunt in de extra tijd haar ploeg aan de winst te helpen in een FA Women's Cup halve finale tegen Manchester City WFC. Vier dagen later maakte Kirby beide doelpunten in een 2-0 overwinning op Arsenal WFC. Op 22 april 2018 werd Kirby benoemd tot PFA vrouwenvoetbalster van het jaar en FWA vrouwenvoetbalster van het jaar voor haar prestaties in het seizoen 2017/18.
In februari 2020 maakte Chelsea bekend dat Kirby was gediagnosticeerd met pericarditis, waardoor ze voor onbepaalde tijd uitgeschakeld was vanaf november 2019. Kirby overkwam haar ziekte, ondanks dat cardiologen haar vertelden dat ze wellicht nooit meer zou voetballen. Ze maakte haar comeback door 70 minuten te spelen in een FA Community Shield overwinning op Manchester City op 29 augustus 2020. OP 9 december 2020 maakte Kirby twee doelpunten in een 5-0 overwinning op SL Benfica, waarmee ze Eniola Aluko evenaarde als Chelsea's all-time topscoorder. Ze maakte haar 69ste en 70ste doelpunt sinds haar overstap naar Chelsea vijf jaar geleden.
Tijdens een wedstrijd tegen haar oude club Reading op 10 januari 2011 maakte Kirby vier doelpunten waarmee ze Chelsea aan een 5-0 overwinning hielp. In de finale van de League Cup tegen Bristol City WFC was Kirby opnieuw van doorslaggevend belang door twee doelpunten te maken en vier assists te geven in de Londense 6-0 overwinning op Vicarage Road.
Kirby had een groot aandeel in het winnen van de dubbel van Chelsea in het seizoen 2020/21. Ze werd later opnieuw uitgeroepen tot 'FWA voetbalster van het jaar' in 2021. Op 5 december 2021 maakte Kirby het openingsdoelpunt in de vertraagde FA Cup finale tegen Arsenal, waarmee ze haar ploeg hielp de trofee te winnen. Door deze bekerwinst pakte Chelsea de Quadruple in het seizoen 2020/21. Het was de eerste Engelse ploeg die dit voor elkaar wist te krijgen.
In de kwartfinale van de League Cup in het seizoen 2023/24 wist Kirby met twee doelpunten twee assists Chelsea aan een 5-0 overwinning op Sunderland te helpen. Op 4 mei 2024 werd bekend dat Kirby aan het einde van het seizoen 2023/24 Chelsea ging verlaten.
Kirby tekende op 4 juli 2024 een contract bij Brighton & Hove Albion.

## Statistieken
| Seizoen | Club                       | Land     | Competitie   | Wedstrijden | Doelpunten |
| ------- | -------------------------- | -------- | ------------ | ----------- | ---------- |
| 2015    | Chelsea FC                 | Engeland | Super League | 5           | 4          |
| 2016    | Chelsea FC                 | Engeland | Super League | 7           | 5          |
| 2017    | Chelsea FC                 | Engeland | Super League | 5           | 6          |
| 2017/18 | Chelsea FC                 | Engeland | Super League | 17          | 8          |
| 2018/19 | Chelsea FC                 | Engeland | Super League | 16          | 9          |
| 2019/20 | Chelsea FC                 | Engeland | Super League | 4           | 0          |
| 2020/21 | Chelsea FC                 | Engeland | Super League | 18          | 16         |
| 2021/22 | Chelsea FC                 | Engeland | Super League | 13          | 6          |
| 2022/23 | Chelsea FC                 | Engeland | Super League | 8           | 6          |
| 2023/24 | Chelsea FC                 | Engeland | Super League | 21          | 3          |
| 2024/25 | Brighton & Hove Albion WFC | Engeland | Super League | 17          | 7          |
| Totaal  | Totaal                     | Totaal   | Totaal       | 131         | 69         |

Laatste update: 3 juni 2025

## Interlandcarrière

Kirby in 2019

Kirby maakte haar interlanddebuut voor het Engelse nationale team in een wedstrijd tegen Zweden in augustus 2014. In dezelfde wedstrijd maakte ze het tweede doelpunt in de 4-0 vriendschappelijke overwinning op Victoria Park, Hartlepool.
In mei 2015 werd Kirby door bondscoach Mark Sampson opgenomen in zijn selectie voor op het WK 2015 in Canada. Ze wist tot scoren te komen in de 2-1 Engelse overwinning op Mexico. Ze werd door Sampson benoemd tot "mini Lionel Messi". In de kwartfinale moest Kirby toekijken door een blessure en kon haar ploeg niet helpen in de troostfinale waarin Engeland de derde plaats wist te behalen op het eindtoernooi. Ondanks haar blessure was het het WK 2015 een "bijzondere ervaring voor Kirby die ze niet snel ging vergeten".
Kirby werd opnieuw geselecteerd tijdens de kwalificatie voor het EK 2017. In een wedstrijd tegen Estland op 21 september 2015 kwam ze tweemaal tot scoren en hielp ze haar land aan een 8-0 overwinning op het Baltische land. Na twaalf maanden uitgeschakeld te zijn door knie- en enkelblessures, keerde Kirby terug in de basisopstelling voor op het EK 2017 in Nederland. In de openingswedstrijd tegen Schotland leverde Kirby de assist op het openingsdoelpunt van Jodie Taylor en Engeland liep vervolgens uit naar een eenvoudige 6-0 overwinning. In de volgende wedstrijden kwamen Kirby en Taylor beide tot scoren in een 2-0 overwinning op Spanje waardoor Engeland zich plaatste voor de kwartfinale. In deze kwartfinale was gastland Nederland met 3-0 te sterk en eindigde het toernooi. Voor Kirby was de uitschakeling 'een bittere teleurstelling'.
Op 6 oktober 2018 kwam Kirby tot scoren in een vriendschappelijke overwinning op Brazilië op Meadow Lane. In interviews voorafgaand aan de wedstrijd toonde Kirby haar waardering naar zesvoudig voetbalster van het jaar Marta uit Brazilië.
In juni 2022 werd Kirby opgenomen in de Engelse selectie voor op het EK 2022 in eigen land.
Kirby eindigde op de 186ste plaats in een eeuwige ranglijst van de FA van meeste legendarische voetbalspelers ter ere van de vijftigste verjaard van de Engelse voetbalbond.
In 2023 maakte Kirby bekend dat ze het WK 2023 in Australië en Nieuw-Zeeland moest missen door een knieoperatie.
In maart 2025 werd Kirby opgeroepen voor Nations League 2025 wedstrijden tegen België na de eerste twee wedstrijden van het toernooi te hebben moeten missen vanwege blessureleed. Op 3 april 2025 werd echter bekend dat Kirby de eerste wedstrijd vanwege een kleine blessure moest missen.

### Groot-Brittannië
Kirby wist met Groot-Brittannië een gouden medaille te winnen tijdens de Zomeruniversiade 2013 in Kazan, Rusland. Kirby maakte ook onderdeel uit van de selectie van de met een jaar uitgestelde Olympische Zomerspelen 2020 in Tokio, Japan. Op 3 juni 2025 maakte Kirby bekend een einde aan haar interlandcarrière te hebben gemaakt.
1 Earps ·
2 Bronze ·
3 Daly ·
4 Walsh ·
5 Greenwood ·
6 Bright ·
7 Mead ·
8 Williamson ·
9 White ·
10 Stanway ·
11 Hemp ·
12 Carter ·
13 Hampton ·
14 Kirby ·
15 Stokes ·
16 Scott ·
17 Parris ·
18 Kelly ·
19 England ·
20 Toone ·
21 Roebuck ·
22 Wubben-Moy ·
23 Russo ·
Coach: Wiegman